# Amazon CloudFront
 (mars 2013).
Si vous disposez d'ouvrages ou d'articles de référence ou si vous connaissez des sites web de qualité traitant du thème abordé ici, merci de compléter l'article en donnant les références utiles à sa vérifiabilité et en les liant à la section « Notes et références ».

Icône de distribution de flux Amazon CloudFront dans le jeu d'icônes AWS.

Amazon CloudFront est un des Amazon Web Services fournis par Amazon.com.
Ce service est destiné à la diffusion de contenu.